# 甘文林
甘文林（1719年—1789年），字筆峰，號鹿圃，四川省鄰水縣人。乾隆二十五年（1760年）庚辰科三甲第93名進士，曾任貴州省平越縣、廣東省廣寧縣知縣。子甘采和舉人，曾任河南衛輝府知府。

## 生平
乾隆十七年（1752年）壬申恩科，年34歲，中式舉人。乾隆三十五年分籤掣河南南陽府桐栢縣知縣，後任貴州平越縣知縣，德政甚多。乾隆43年正月分籤掣廣東肇慶府廣寧縣知縣，慈祥和善，愛撫士民，凡民間之各種利害衝突，均細心聽訟反覆辨晰，務得妥善處決。離任時清風滿袖，囊橐蕭然，實清官也，在任五年去職，卸任回家後，長期講學。著有《鶴鳴堂文稿》，閱六載年七十乃以疾卒。

## 詩文
《書巖夜月》：雲洗空山静、高天一鏡懸、清光浮石畔、冷艷射巖巔、地闢苔埋碣、林虛鳥啄烟、放懐天地外、題壁憶當年。